# Pharaphodius oleosus
Pharaphodius oleosus är en skalbaggsart som beskrevs av Edgar von Harold 1871. Pharaphodius oleosus ingår i släktet Pharaphodius och familjen Aphodiidae. Inga underarter finns listade i Catalogue of Life.